# Hans von Jacobs

Hans von Jacobs (1888)

Hans von Jacobs (* 6. Juni 1868 in Potsdam; † 14. oder 15. Februar 1915 in Metz) war ein deutscher Jurist im konsularischen Dienst.

## Leben
Hans von Jacobs war der Sohn des Fabrikbesitzers Friedrich von Jacobs (1830–1898) und dessen Ehefrau Marie, geborene Freiin Praetorius von Richthofen (1839–1895). Sein Großvater war der Potsdamer „Zuckerbaron“ Ludwig von Jacobs (1794–1879).
Er studierte an der Friedrichs-Universität Halle Rechtswissenschaft. Als Mitglied des Corps Guestphalia Halle leitete er 1891 den Kösener Congress. Am 22. Februar 1892 heiratete er die US-Amerikanerin Mary Schirmer. Nach der Promotion zum Dr. iur., der Referendarausbildung und dem Assessorexamen am 4. Oktober 1894 war er vier Jahre als Rechtsanwalt tätig. Am 30. Juni 1898 wurde er in den Auswärtigen Dienst (konsularische Laufbahn) einberufen. Ende 1900 wurde er als Kaiserlich Deutscher Konsul an das Konsulat Varna und die Generalkonsulate Sofia und Konstantinopel versetzt. Von April 1903 bis Juli 1904 als Ständiger Hilfsarbeiter in der Abt. III (Recht) des Auswärtigen Amtes, übernahm Jacobs als Legationsrat die Leitung des Generalkonsulats Kapstadt, zugleich die kommissarische Leitung des belgischen und des niederländischen Konsulats Kapstadt. Im Januar 1906 machte er eine Revisionsreise an die Grenze zwischen Südafrika und dem deutschen Südwestafrika. Seit dem 16. Juli 1906 Wirklicher Legationsrat und Vortragender Rat, kehrte er in das Auswärtige Amt (Abt. IV, Kolonien) zurück. Nach der Überleitung der Kolonialabteilung des Amtes in das Reichskolonialamt diente er von 1907 bis 1911 in der Abt. A (Politische, allgemeine Verwaltungs- und Rechtsangelegenheiten der Schutzgebiete), zuletzt als Wirkl. Geh. Legationsrat.
Nach seinem Ausscheiden aus dem Auswärtigen Dienst wurde Jacobs 1898 Generaldirektor und Vorsitzender des Vorstandes der Deutschen Levante-Linie. 1914 wechselte er in deren Aufsichtsrat. Er gehörte außerdem dem Vorstand des Deutschen Vorderasienkomitees (ab 1915 Deutsches Vorderasien-Institut) an. 1914 wurde Jacobs zum Militärdienst im Ersten Weltkrieg einberufen. Er erlitt als Hauptmann der Reserve im 1. Garde-Regiment zu Fuß bei Metz eine schwere Verwundung und starb in der Nacht vom 14. zum 15. Februar 1915 an einer hinzugetretenen Sepsis.

## Ehrungen
- Verdienstorden vom Heiligen Michael IV. Klasse am 14. Dezember 1899
- Roter Adlerorden IV. Klasse am 27. Januar 1903
- Orden vom Doppelten Drachen III. Klasse
- Zivilverdienstorden (Bulgarien), Kommandeurkreuz
- Eisernes Kreuz

## Publikationen
- Deutsches Kolonialblatt: Amtsblatt des Reichskolonialamt. Band 23, veröffentlicht 1912.